# Aelius Donatus
Aelius Donatus was de hoogst gereputeerde laat-Romeinse grammaticus uit de 4e eeuw. 
Hij was werkzaam te Rome, waar hij onder meer les gaf aan Hieronymus. Hij was de auteur van:
- Ars minor: een beknopte Latijnse schoolgrammatica voor beginners, in de vorm van een repetitorium, met vraag-en-antwoord;
- Ars maior (of Ars secunda): idem, maar voor gevorderden;
- Commentaar op de blijspelen van Terentius met een inleiding over tragedie en komedie;
- Commentaar op de werken van Vergilius; hiervan bezitten we enkel een voorwoord, een Vita Vergilii (Leven van Vergilius) en een inleiding op de Bucolica. Het bewaard gebleven commentaar van Donatus' leerling Servius bevat veel materiaal dat aan Donatus zelf ontleend is.

Donatus' grammatica's zijn onder meer de culminatie van een systematische en filosofisch geïnformeerde benadering van taalbeschrijving, een traditie die begonnen is bij Apollonius Dyscolus.